# 阿列克谢·瓦琴科
阿列克谢·费多谢耶维奇·瓦琴科（俄语：Алексей Федосеевич Ватченко；1914年2月12日（格里历：2月25日）—1984年11月22日），乌克兰人，苏联党和国家领导人。曾任乌共第聂伯罗彼得罗夫斯克州委第二书记，赫梅利尼茨基州，切尔卡瑟州、第聂伯罗彼得罗夫斯克州委第一书记，乌克兰苏维埃社会主义共和国最高苏维埃主席团主席等职务。

## 生平
- 1914年2月12日（格里历：2月25日）出生于叶卡捷琳诺斯拉夫省伊利扎维托-卡梅涅茨村的一个农民家庭。
- 1934年-1938年，第聂伯罗彼得罗夫斯克大学数学物理系学习。
- 1938年-1940年，第聂伯罗彼得罗夫斯克中学教师，教导主任。1940年加入联共（布）。
- 1941年-1944年8月，第200步兵师第661团炮兵营长，少校军衔。随西南方面军、西北方面军、波罗的海第2方面军作战。1944年8月因伤退役。
- 1945年-1948年，第聂伯罗彼得罗夫斯克市教育局副局长、局长。
- 1948年-1949年，乌共（布）第聂伯罗彼得罗夫斯克市十月区委第二书记。
- 1949年-1953年，乌共（布）第聂伯罗彼得罗夫斯克州尼科波尔区委第一书记。
- 1953年-1954年，乌共第聂伯罗彼得罗夫斯克州党、工会和共青团部部长。
- 1954年-1955年12月，乌共第聂伯罗彼得罗夫斯克州委书记。
- 1955年12月-1959年5月，乌共第聂伯罗彼得罗夫斯克州委第二书记。
- 1959年5月-1963年1月，乌共赫梅利尼茨基州委第一书记。
- 1963年1月-1964年12月，乌共第聂伯罗彼得罗夫斯克州农村地区党委第一书记。
- 1964年12月-1965年10月，乌共切尔卡瑟州委第一书记。
- 1965年10月-1976年6月，乌共第聂伯罗彼得罗夫斯克州委第一书记。
- 1976年6月-1984年11月，乌克兰苏维埃社会主义共和国最高苏维埃主席团主席。
- 1984年11月22日于基辅逝世，享年70岁。葬于拜科夫公墓。

瓦琴科是苏共21-26大代表；第22届中央候补委员，第23-26届中央委员；第6届苏联最高苏维埃民族院代表，第7-11届苏联最高苏维埃联盟院代表；第4-5、7-10届乌克兰苏维埃社会主义共和国最高苏维埃代表。

## 荣誉
- 社会主义劳动英雄称号（1973）
- 七次列宁勋章（1958,1964,1966,1969,1973,1977,1984）
- 十月革命勋章（1971）
- 两次红旗勋章（1944）
- 亚历山大·涅夫斯基勋章（1942）
- 战功奖章（1942）
- 劳动优秀奖章（1959）
- 纪念列宁诞辰一百周年奖章
- 1941-1945年伟大卫国战争战胜德国奖章
- 1941-1945年伟大卫国战争胜利二十周年奖章
- 1941-1945年伟大卫国战争胜利三十周年奖章
- 苏联武装力量五十周年奖章
- 苏联武装力量六十周年奖章
- 基辅建城一千五百周年奖章
- 负伤奖章[2]